# Talmberk
Talmberk (en alemán: Talmberg o Talenberg) es una pequeña ciudad que forma parte del municipio de Samopše, ubicado en el distrito de Kutná Hora de la República Checa. Fue construida en torno al castillo de Talmberk, que data del siglo XIII y que fue abandonado en el año 1533.

## Historia
Talmberk fue fundado a finales del siglo XIII, probablemente por Hroznata de Úžice. En 1297, el castillo se menciona por primera vez de forma indirecta con el nombre de Guillermo de Talmberk. El castillo permaneció en la familia Talmberk hasta 1390, cuando Havel Medek de Valdek y su hermano Guillermo capturaron el castillo de Diviš de Talmberk. Diviš recuperó el control del castillo en 1397. Cuando Diviš murió en 1415, su hijo Oldřich heredó Talmberk. Los señores de Talmberk perdieron la propiedad del castillo en 1473, y en 1533 lo abandonaron por completo.
Los habitantes del pueblo empezaron a utilizar las piedras del castillo para la construcción de la villa, que persistió hasta el siglo XIX. En 1933, se derrumbó parte de la estructura restante.
Las ruinas del castillo de Talmberk son un monumento cultural protegido desde 1966.

## En la cultura popular
Una recreación de la ciudad en el año 1403 (siglo XV), bajo el señorío de Diviš de Talmberk, ocupó un lugar destacado en el juego de rol checo Kingdom Come: Deliverance, publicado en 2018. Otros castillos que aparecen en el juego son el de Pirkstein y el de Rattay (ambos en Rataje nad Sázavou), así como el de Stříbrná Skalice.